# ZIL 131

Le ZIL 131 est un camion militaire conçu en Union soviétique, de 3,5 tonnes, en 6x6.
Le modèle de base est un camion de marchandises diverses. Les variantes sont : tracteur de semi-remorques, camion-benne, camion-citerne, et un 6x6 pour tracter une remorque 2 essieux. Version camion de pompier (timbre du Kampuchéa de 1987).

## Description
Le ZIL 131 sert également de plate-forme pour les lance-roquettes BM-51 "Prima", variante 50 tubes de la BM-21 "Grad".
Le ZIL 131 fait partie d'une famille de camions partageant les mêmes composants, incluant le ZIL 130. La production des deux camions a été lancée en 1967. Le ZIL 131 6x6 a le même équipement que le GAZ-66 et l'Ural 375D. 
Contrairement au ZIL 131, le ZIL 130 est destiné à un usage civil.
Après la fin de la production du ZIL à Moscou en 1995, le ZIL-131 a continué à être produit par Amur à Novoouralsk jusqu'en 2015, avec un moteur diesel.
Le ZIL-131 a été développé à partir de 1956, aux côtés du camion ZIL-130. Les premiers prototypes utilisaient la cabine du ZIL-130 ainsi que le châssis et le moteur du ZIL-151.
La conception a ensuite été constamment modernisée et améliorée, et davantage de prototypes ont été construits, associant cette fois la cabine et le moteur V8 du ZIL-130 au châssis du ZIL-157. En tant que tels, mis à part la cabine et le moteur, les camions ZIL-131 et ZIL-130, malgré leur apparence similaire, n'ont pas de composants de châssis communs, car le châssis a été repris du ZIL-157 et non du ZIL-130.
Le ZIL-131 a été utilisé par l’armée russe jusque dans les années 2010, date à laquelle il a été massivement retiré. Néanmoins, il reste en service dans certains autres pays, comme la Corée du Nord, le Bangladesh, Cuba, la Moldavie et l'Ukraine, entre autres. Les Forces armées cubaines ont commencé la remotorisation du ZIL-131 avec le remplacement du moteur standard par le moteur MMZ D-245 fabriqué par l'usine automobile de Minsk. En 2014, il a été décidé de moderniser les camions militaires ZIL-131 des forces armées moldaves, et en 2015, l'un des ZIL-131 du régiment de missiles anti-aériens de l'armée moldave a été modernisé (avec le remplacement du standard moteur avec un nouveau moteur diesel Mercedes fabriqué en Allemagne). En décembre 2016, un camion remotorisé ZIL-131 (avec un moteur diesel Deutz BF 4M 2012C d'une capacité de 140 ch et une boîte de vitesses EATON FSO5206B à 6 vitesses) a été fabriqué et envoyé pour tests pour les forces armées ukrainiennes.

## Galerie

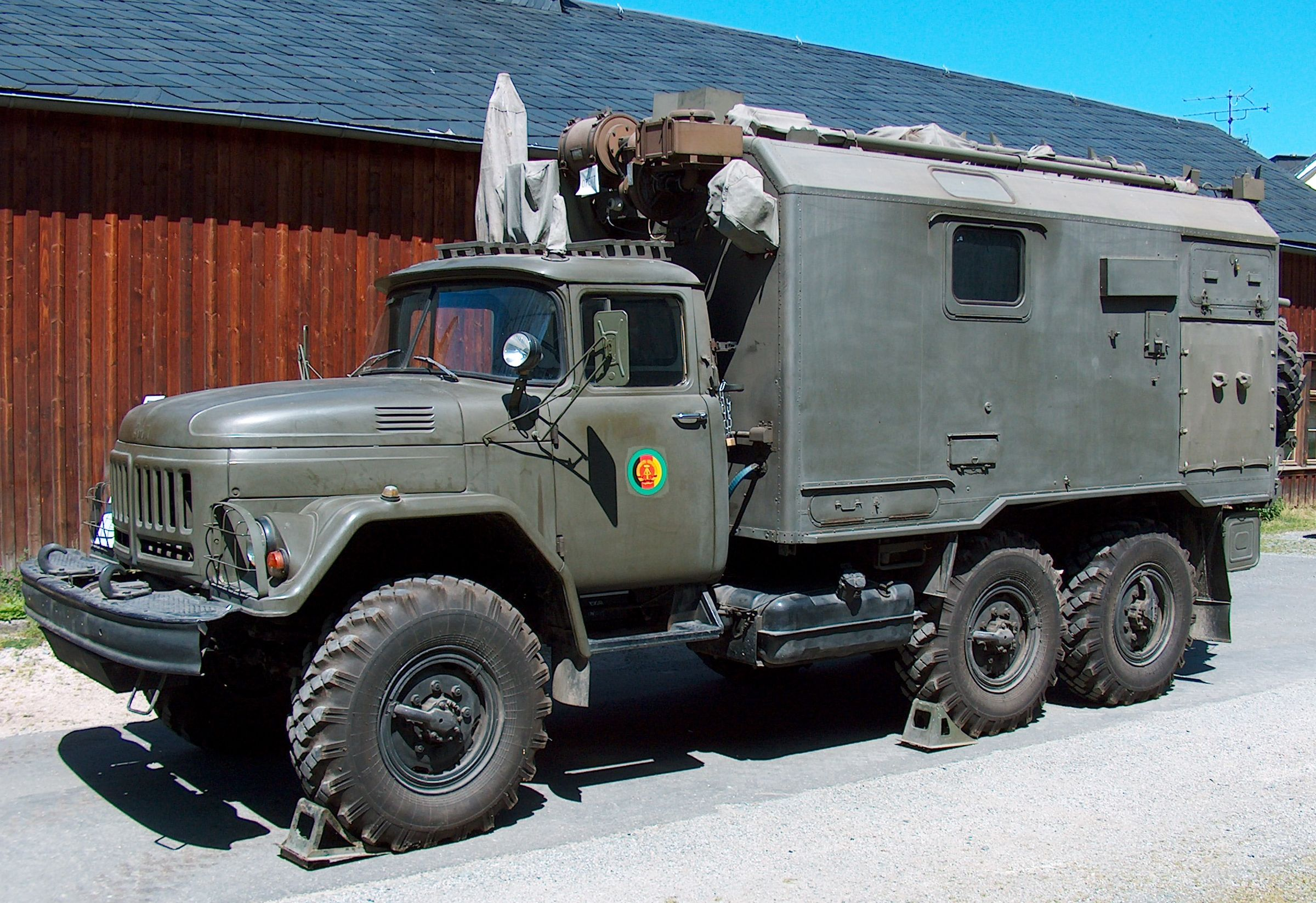
Un ZIL-131 des Grenztruppen est-allemands.
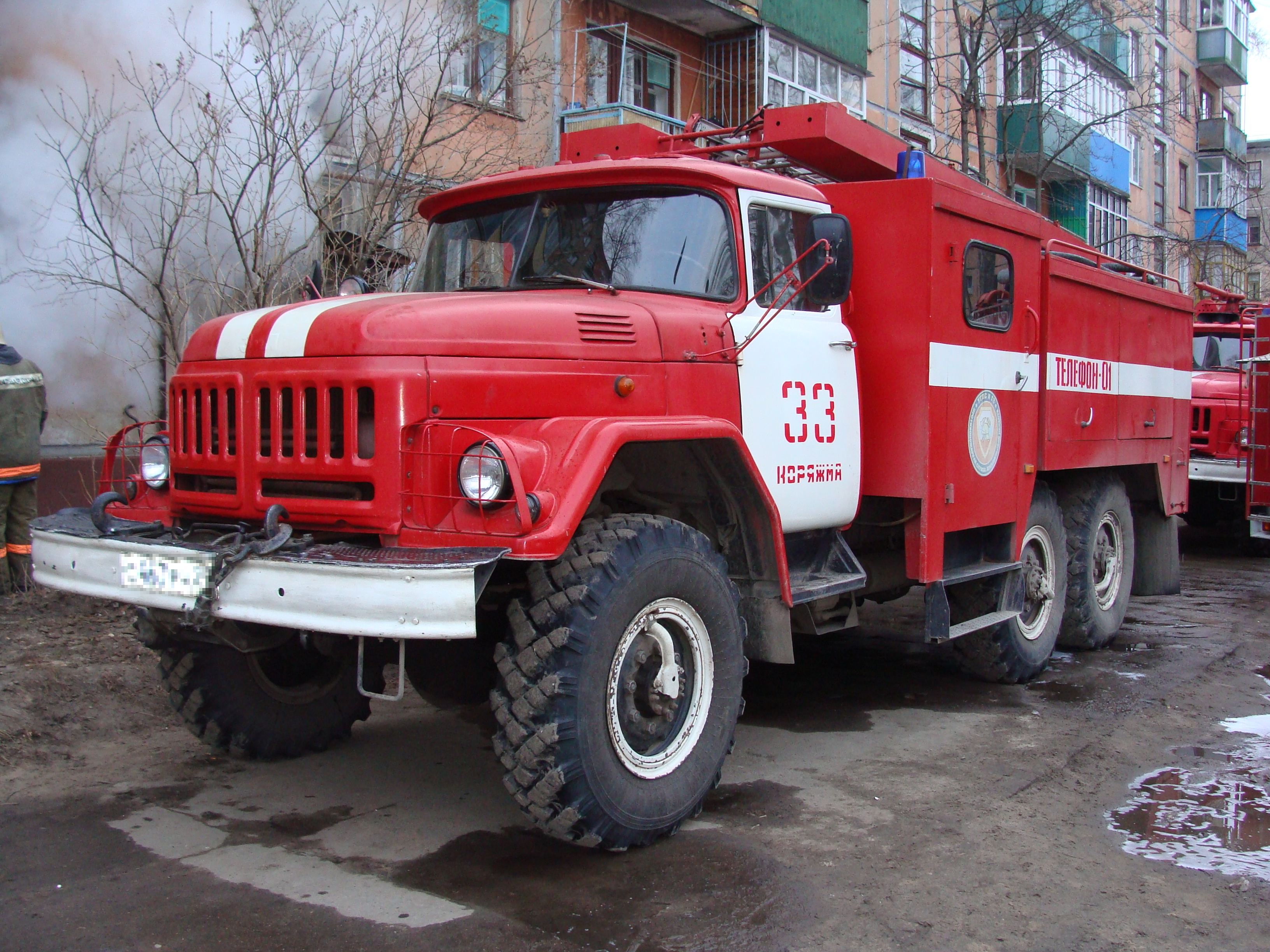
Camion de pompier АЦ-3,0-40(131)М9-АР-01 basé sur ZIL-131
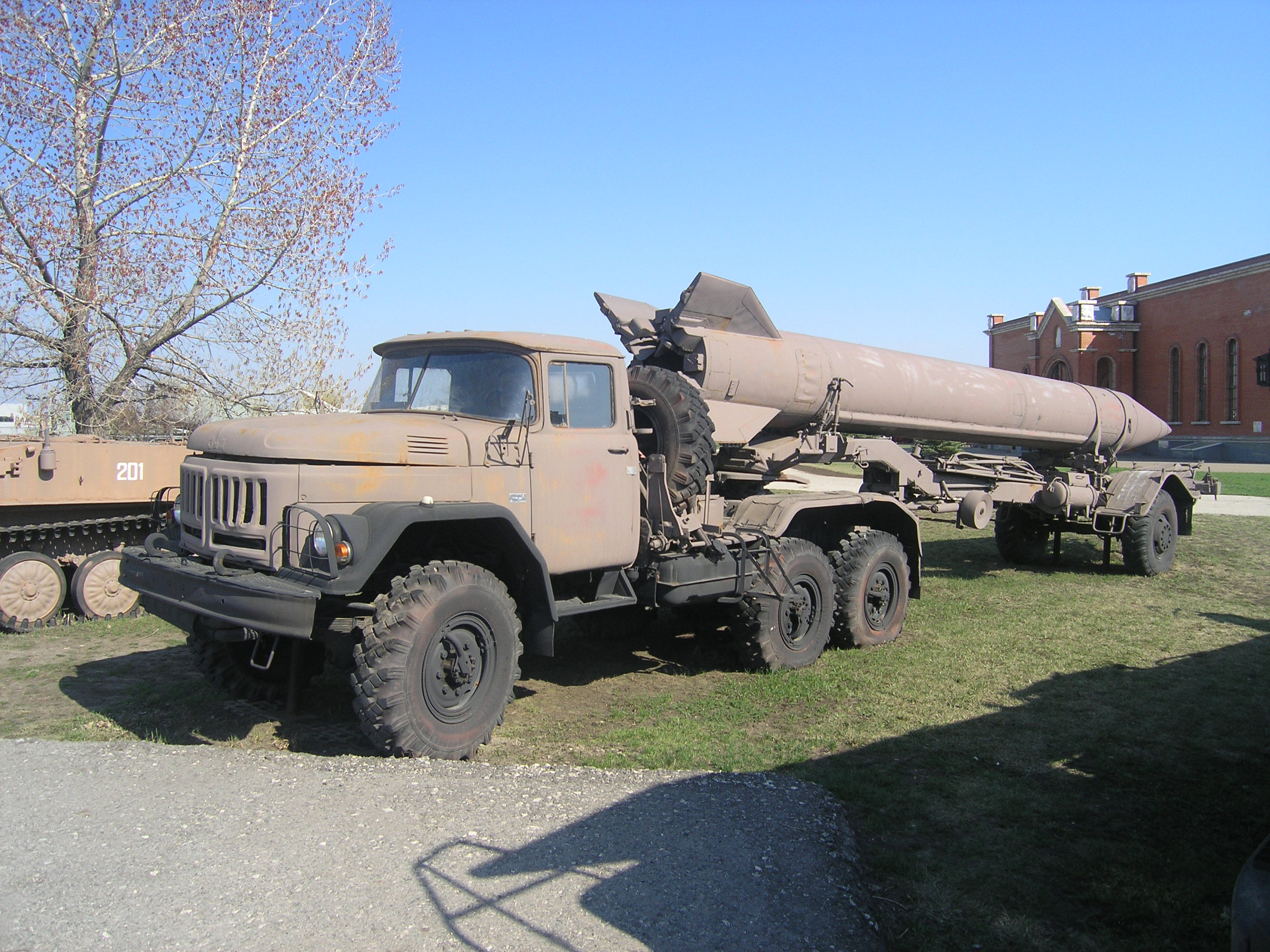
Tracteur ZIL-131V avec missile R-17 Elbrus SCUD
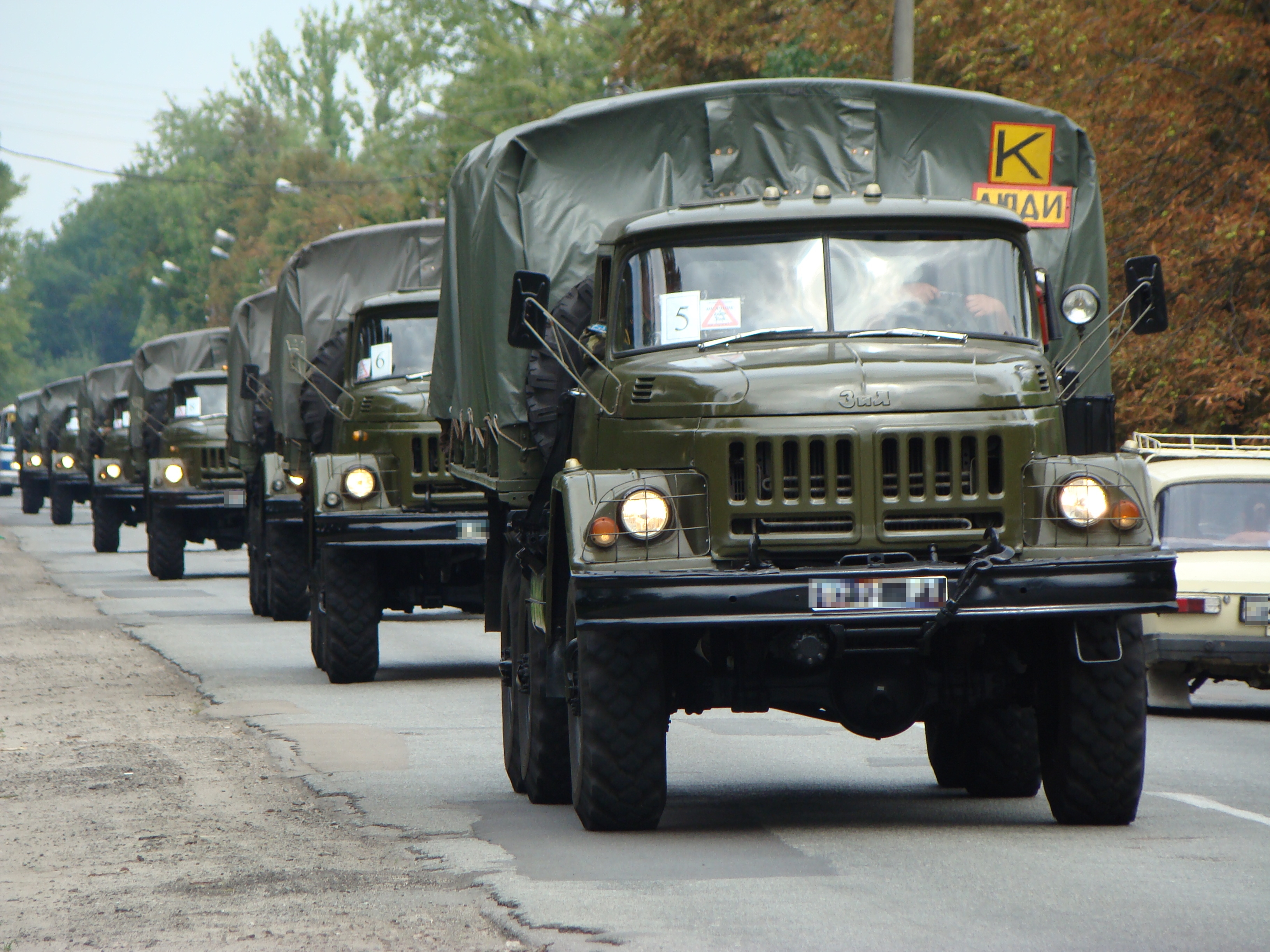
Armée ukrainienne ZIL-131
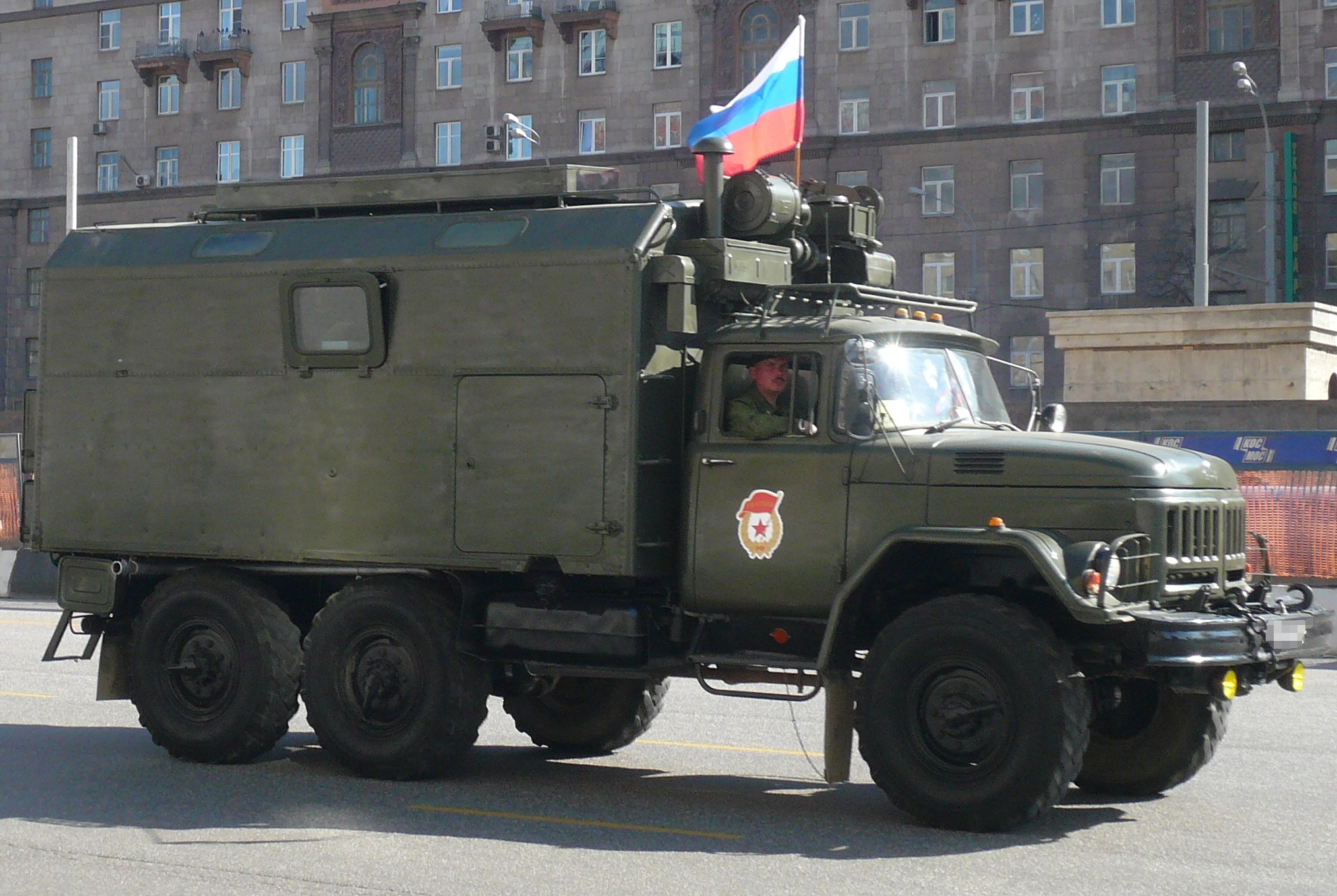
Poste de commandement ZIL-131
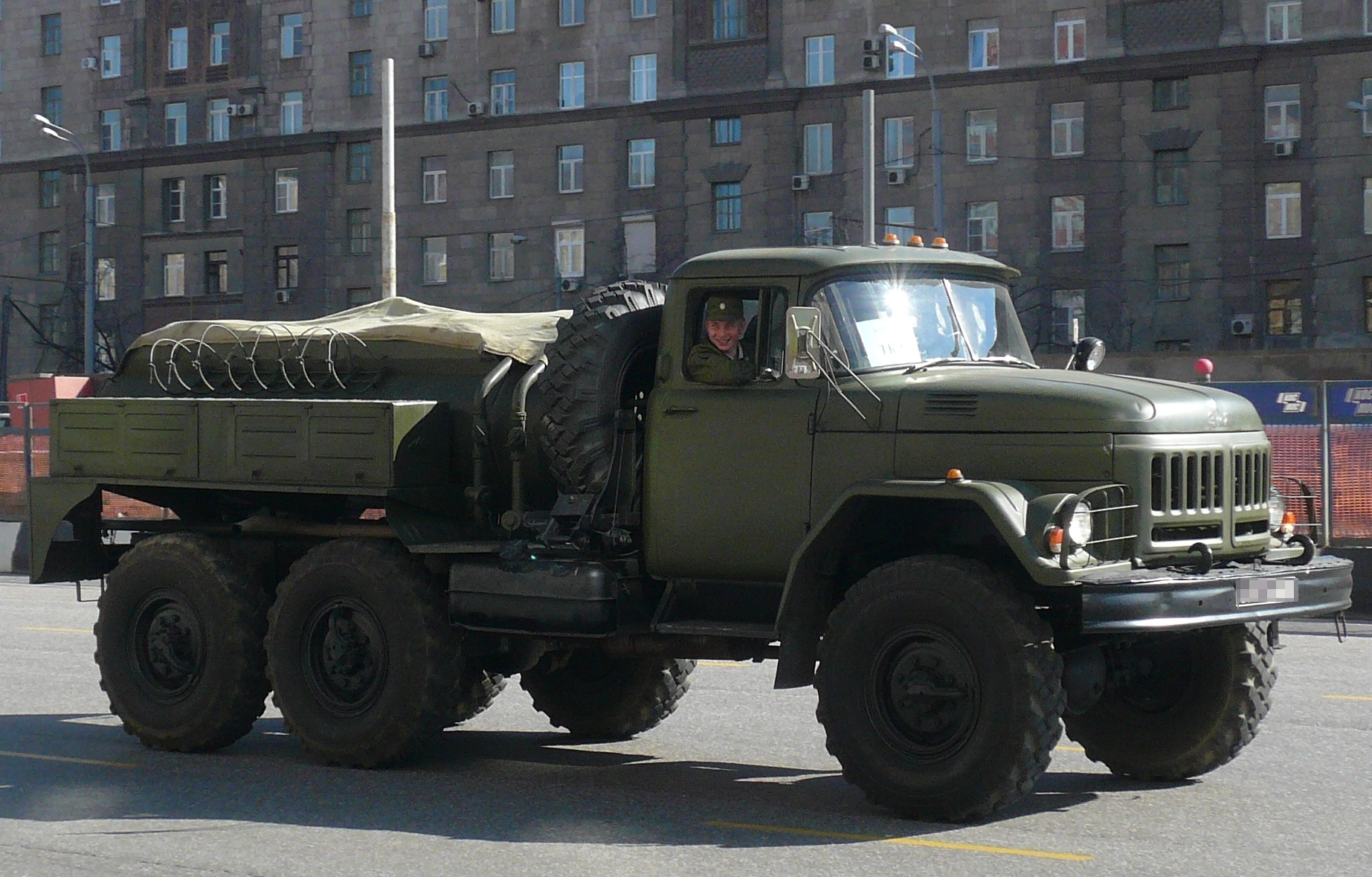
Citerne ZIL-131
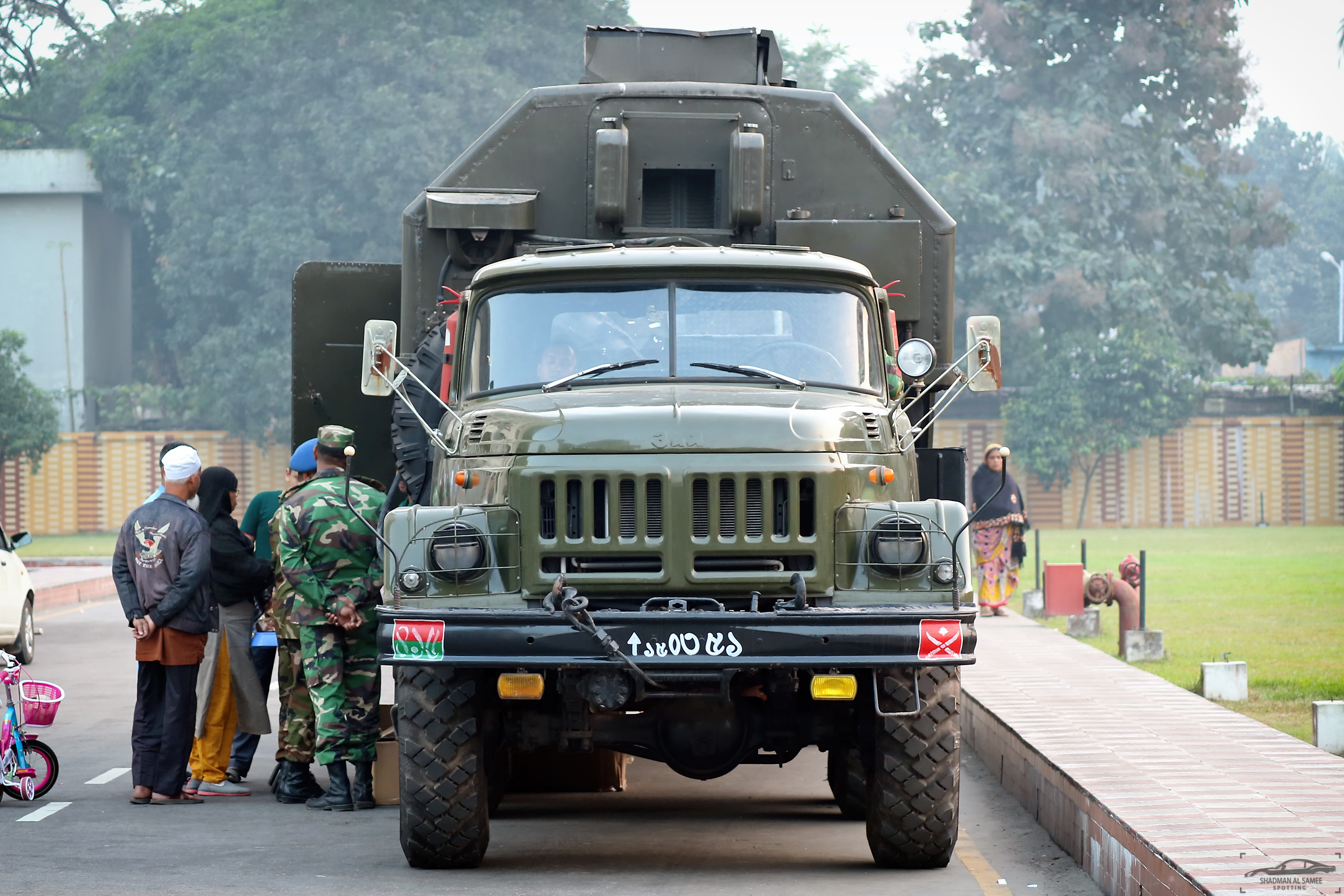
Système de boulangerie mobile de campagne de l'armée bangladaise avec ZIL-131
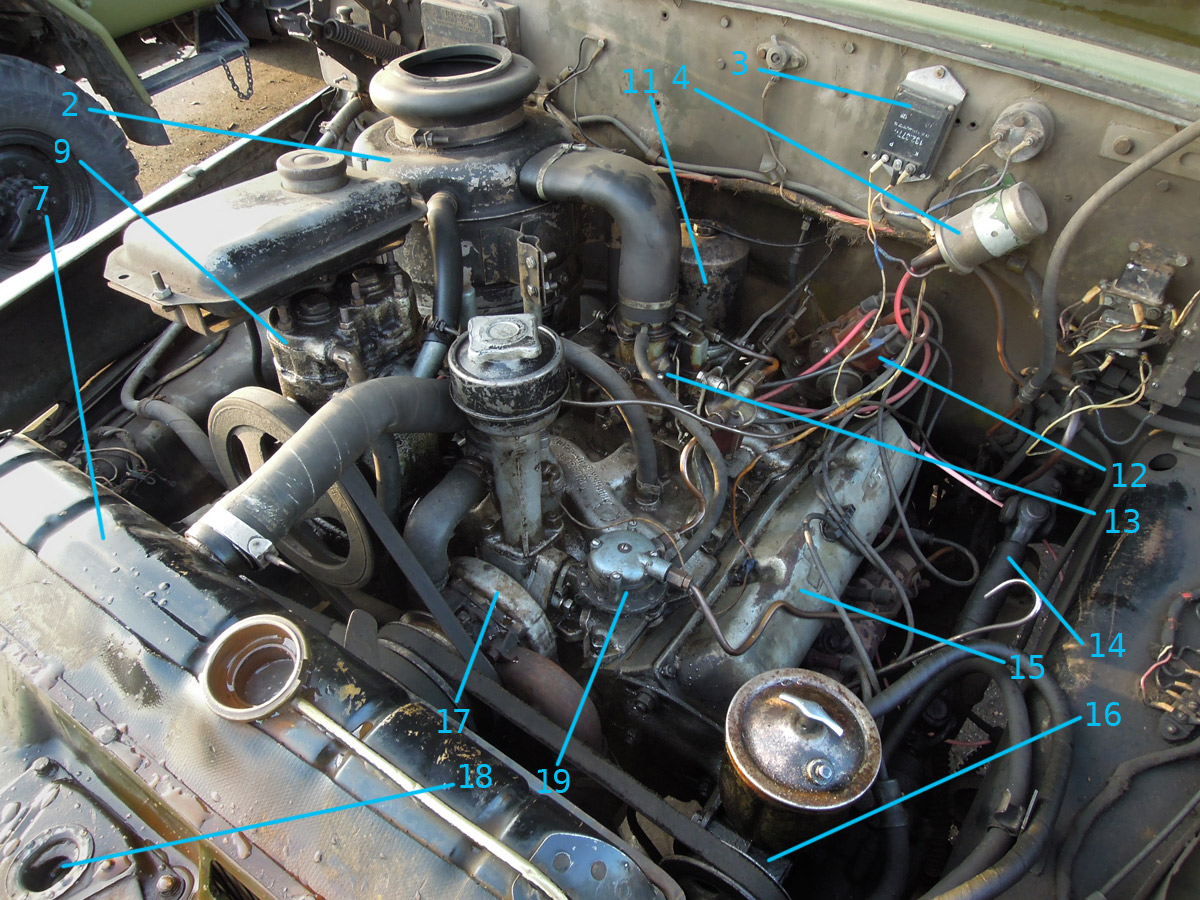
Moteur de camion
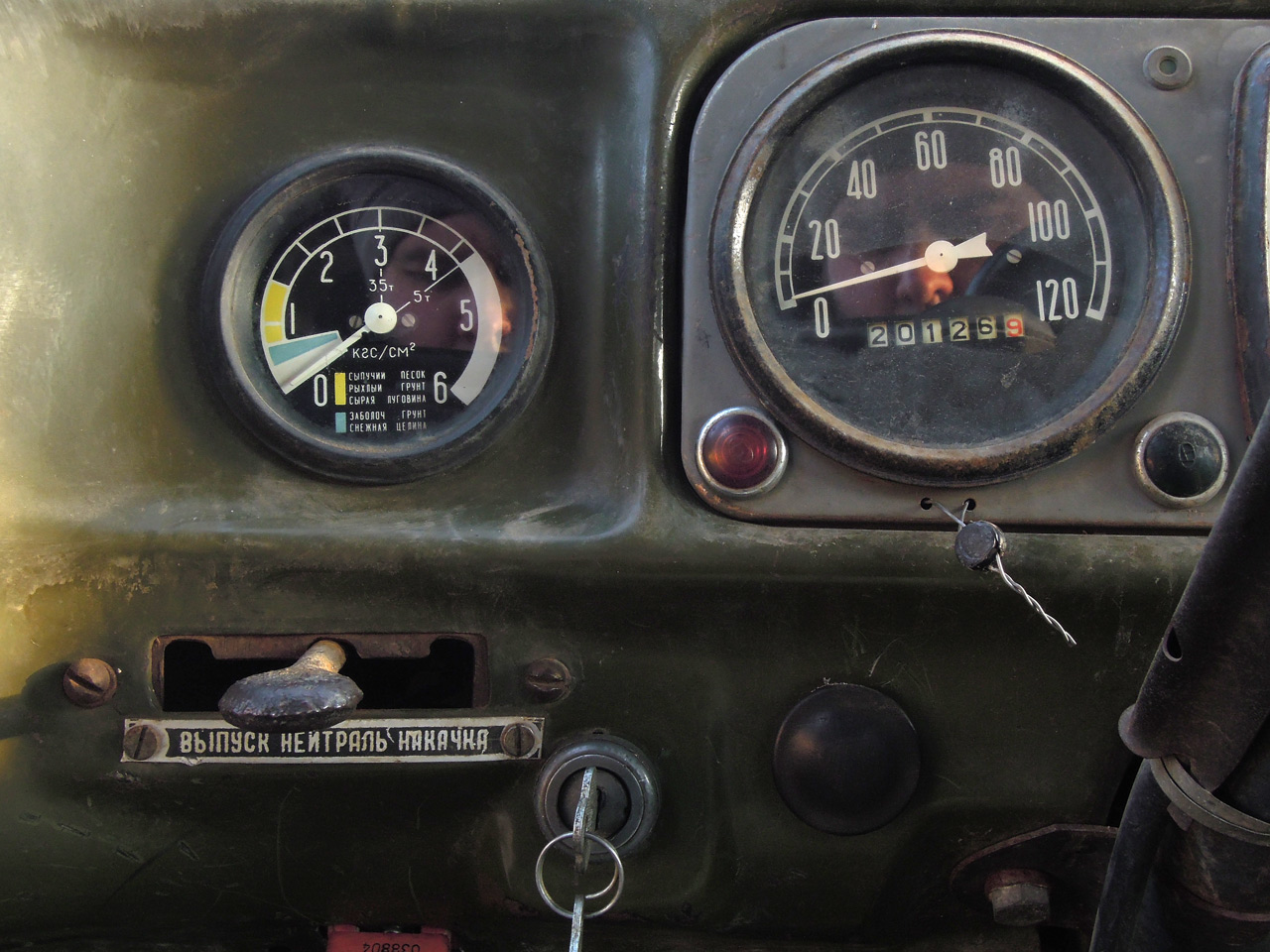
Manomètre et valve de pression des pneus

## Caractéristiques
- Conception : moteur à l'avant ;
- Nombre de places (cabine) : 3 ;
- Poids à vide : 6 700 kg ;
- Charge utile : 5 000 kg plus remorque de 5 000 kg (sur la route), ou 3 500 kg plus remorque 4 000 kg (hors route) ;
- Suspension : essieux rigides avec ressorts à lames ;
- Moteur : V8 essence (carburateur) ;
- Déplacement : 6 960 cm3 (alésage 100 mm, course 111 mm) ;
- Taux de compression : 6.5:1 ;
- Vitesse maximale : 80 km/h ;
- Freins : tambours à commande pneumatique ;
- Distance d'arrêt (à 35 km/h) : 12 m ;
- Longueur : 7,04 m ;
- Largeur : 2,49 m ;
- Hauteur : 2,49 m (cabine) / 2,97 m (plateau de transport) ;
- Empattement : 3,30 m + 1,40 m ;
- Voie avant / arrière : 1,83 m / 1,80 m ;
- Mesure des pneus : 12.00x20 ;
- Maniabilité : Rayon de braquage 10,20 m, angle d'approche 36°, l'angle de départ 40°, angle max 31° montée (avec 3 750 kg de charge), 330 mm de garde au sol, 1,40 m d'empattement ;
- Pneus : 305R20 ;
- Pression des pneus : 7,1 à 60 psi (contrôlée) ;
- Réservoirs de carburant: 2x170 litres ;
- Consommation de carburant : 40 L/100 km (ville), 50 à 100 litres/100 km (tout-terrain) ;
- Prix : ≈ 3 500 € ;
- Transmission : 5 vitesses, boîte de transfert à 2 vitesses.